# The Property Man
The Property Man é um filme mudo de curta-metragem estadunidense de 1914, do gênero comédia, produzido por Mack Sennett para os Estúdios Keystone, dirigido e protagonizado por Charles Chaplin.

## Sinopse

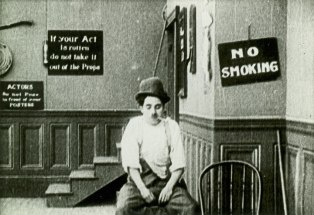
Cena do filme

Trabalhando em um teatro, Carlitos tem de enfrentar problemas com os equipamentos dos atores e conflitos na distribuição dos  camarins.

## Elenco
- Charles Chaplin .... Contrarregra
- Phyllis Allen .... Lena Fat
- Alice Davenport .... atriz
- Charles Bennett .... George Ham, marido de Lena
- Mack Sennett .... homem na plateia
- Norma Nichols .... artista de vaudeville
- Joe Bordeaux .... ator veterano
- Harry McCoy .... bêbado na plateia
- Lee Morris .... homem na plateia